# Hotel New Hampshire
The Hotel New Hampshire es una película de 1984 basada en la novela homónima escrita por John Irving en 1981. Dirigida por Tony Richardson, es protagonizada por Jodie Foster, Rob Lowe y Beau Bridges.
En un prólogo introductorio que escribió para una edición posterior de la novela, el autor Irving declaró que estaba encantado cuando Richardson le informó que quería adaptar el libro a la pantalla. Irving escribió que estaba muy contento con la adaptación, quejándose solo de que sentía que Richardson trató de hacer la película "demasiado" fiel al libro, señalando la forma en que Richardson a menudo aceleraba la acción en un intento de incluir más material en pantalla.
Destaca por su variedad de personajes extraños, Hotel New Hampshire fue presentada por Orion Pictures el 9 de marzo de 1984. Aunque fue un fracaso en taquilla (5.1 millones de recaudación frente a un presupuesto de 7.5 millones de dólares), fue elogiado por la crítica, particularmente por su guion, actuaciones y adaptación fiel.

## Argumento
La película explica la historia de la extraña familia Berry; el patriarca Win decide gestionar un hotel con la participación de todos los miembros de la familia. Después de algunas dificultades iniciales, su negocio tiene éxito. En el hotel, tienen lugar toda las historias familiares complejas, incluyendo peleas, amor y despecho. John y Frannia que viven una relación incestuosa, estando enamorado en uno del otro; Frank tiene que lidiar con sus impulsos homosexuales, además de dar vida en la historia, encontramos al abuelo extravagante y un perro llamado Dolor, que sufre de flatulencia. Entre el drama y las aventuras tragicómicas, la familia será capaz de abrir un nuevo hotel en Viena.

## Reparto
- Rob Lowe: John Berry
- Jodie Foster: Frannie Berry
- Paul McCrane: Frank Berry
- Beau Bridges: Mr. Win Berry
- Lisa Banes: Mrs. Berry
- Jennifer Dundas: Lilly Berry
- Seth Green: 'Egg' Berry
- Wally Aspell: Hotel Manager
- Nastassja Kinski: Susie
- Joely Richardson: camarera